# Magdalena Idziorek
Magdalena Idziorek (ur. 28 grudnia 1992 w Poznaniu) – polska koszykarka grająca na pozycji niskiej skrzydłowej.

## Życiorys

### Kariera klubowa
Jest wychowanką klubu MUKS Poznań, w którego barwach debiutowała w sezonie 2008/2009 w ówczesnej Ford Germaz Ekstraklasie i reprezentowała ten klub przez trzy kolejne sezony w najwyższej lidze rozgrywkowej. W latach 2012–2014 była zawodniczką AZS-u Poznań, z którym grała w I lidze i dwukrotnie zajęła 3. Od sezonu 2014/2015 ponownie gra w zespole MUKS Poznań, z którym wywalczyła awans do Tauron Basket Ligi Kobiet.
1 października 2018 rozwiązała kontrakt z CCC Polkowice, z powodów osobistych.

### Kariera reprezentacyjna
Magdalena Idziorek była reprezentantką Polski we wszystkich kategoriach młodzieżowych. W 2007 roku zajęła 10. miejsce na mistrzostwach Europy do lat 16. W 2010 roku zajęła 10. miejsce na mistrzostwach Europy do lat 18. W 2011 roku Magdalena Idziorek zdobyła brązowy medal mistrzostw Europy do lat 20. Rok później po raz ostatni wystąpiła na młodzieżowych Mistrzostwach Europy zajmując 9. miejsce. W 2015 roku wraz z reprezentacją Polski B wystąpiła na Continental Challenge of Women's Basketball Tournament w Chinach.

## Osiągnięcia
Stan na 2 października 2018, na podstawie, o ile nie zaznaczono inaczej.
Drużynowe
- Mistrzyni Polski (2018)[5]
- Brązowa medalistka mistrzostw Polski (2017)[6]
- Awans do PLKK z MUKS-em Poznań (2015)

Młodzieżowe
- Mistrzyni Polski:
  - młodziczek (MUKS Poznań – 2005, 2006)
  - kadetek (MUKS Poznań – 2007, 2008)
  - juniorek (MUKS Poznań – 2008, 2009, 2010)
  - juniorek starszych (MUKS Poznań – 2011, 2012)
- Wicemistrzyni Polski juniorek starszych (MUKS Poznań – 2010)
- MVP mistrzostw Polski juniorek starszych (2012)